# Усть-Ординський Бурятський автономний округ

Усть-Ординський Бурятський автономний округ

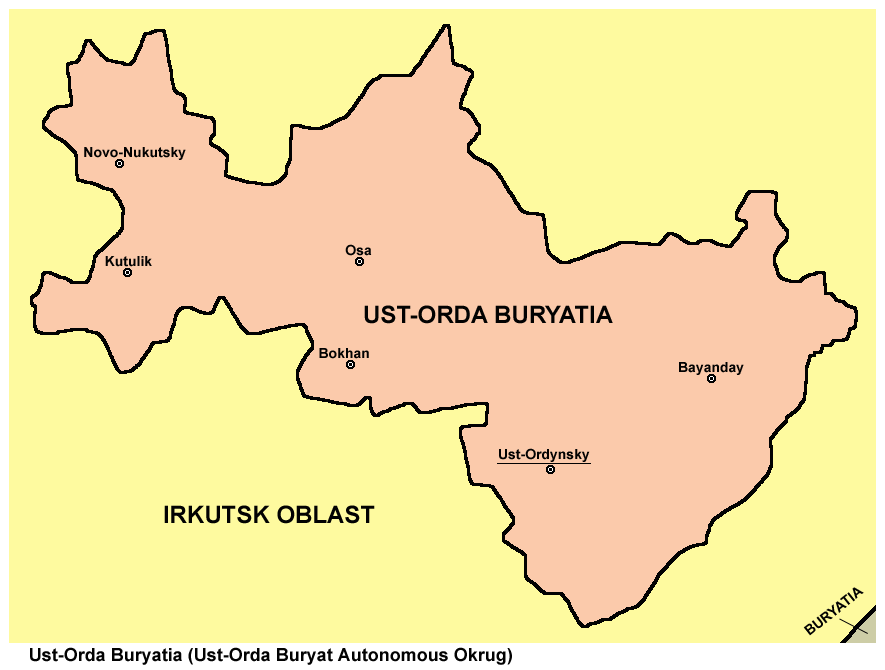

Усть-Орди́нський Буря́тський автоно́мний о́круг (бур. Усть-Ордын Буряадай автономито тойрог; рос. Усть-Ордынский Бурятский автономный округ ) — історичний федеральний суб'єкт Російської Федерації, автономний округ у Іркутській області.
Адміністративний центр округу — селище Усть-Ординський.
Площа 22,4 тис. км². Населення: 134,1 тис. (2005). Щільність населення: 6,0 чіл./км² (2005).
Голова адміністрації — Тишанин Олександр Георгійович, якого призначено на посаду 26 січня 2007 року (одночасно займає посаду голови адміністрації Іркутської області).

## Історія
У січні 1922 була утворена Бурят-Монгольська автономна область, яка у 1923 увійшла до складу Бурят-Монгольської АРСР. У вересні 1937 утворено Усть-Ординський Бурят-Монгольський (з 1958 - Усть-Ординський Бурятський) автономний округ, що входив до складу Іркутської області.
3 вересня 1990 була прийнята декларація про економічне самовизначення округу, де він проголошувався суб'єктом Російської Федерації і Іркутської області.
Усть-Ординський Бурятський автономний округ був єдиним суб'єктом РФ, в якому було відсутнє міське населення.

### Об'єднання з Іркутською областю
11 жовтня 2005 між урядами Іркутської області і Усть-Ординського Бурятського автономного округу в селищі Усть-Ординський було підписано договір про об'єднання територій. Документ визначає повноваження органів державної влади суб'єктів федерації і бюджетні процеси всередині укрупненого регіону.
Новий суб'єкт РФ також називається «Іркутська область» і є правонаступником двох суб'єктів. Усть-Ординський Бурятський автономний округ увійшов до його складу з особливим адміністративним статусом і називається Усть-Ординський Бурятський округ.
11 жовтня 2005 парламенти Іркутської області і Усть-Ординського Бурятського автономного округу прийняли звернення до президента РФ «Про освіту нового суб'єкта Федерації». 16 квітня 2006 відбувся референдум з об'єднання Іркутської області і Усть-Ординського Бурятського АО, в результаті якого 1 січня 2008 Усть-Ординський Бурятський автономний округ увійшов до складу Іркутської області. Колишній АО змінив статус на Усть-Ординський Бурятський округ у складі області.

## Національний склад населення
Національний склад у 1959—2002 роках:
| Народ    | 1959   | 1970   | 1979   | 1989   | 2002   |
| -------- | ------ | ------ | ------ | ------ | ------ |
| росіяни  | 56,4 % | 58,8 % | 58,1 % | 56,5 % | 54,4 % |
| буряти   | 33,7 % | 33,0 % | 34,4 % | 36,3 % | 39,6 % |
| татари   | 3,2 %  | 3,9 %  | 3,6 %  | 3,2 %  | 3,0 %  |
| українці | 3,2 %  | 2,1 %  | 1,8 %  | 1,7 %  | …      |
| білоруси | 1,0 %  | …      | …      | …      | …      |

## Адміністративно-територіальний устрій
1. Аларський район - сел. Кутулік
2. Баяндаївський район - сел. Баяндай
3. Боханський район - сел. Бохан
4. Нукуцький район - сел. Новонукуцький
5. Осинський район - Оса
6. Ехірит-Булагатський район - сел. Усть-Ординський